# 原子力廃止措置機関
原子力廃止措置機関（げんしりょくはいしそちきかん、Nuclear Decommissioning Authority (NDA)）は、原子力債務を管理するイギリスの政府外公共機関である。
2004年エネルギー法に基づき2005年4月1日に設立された。経営が行き詰ったイギリス核燃料公社の債務を引き受け、稼働を終えた原子力発電所の解体と使用済み核燃料の処理を管理する。